# Luís Montenegro
Luís Filipe Montenegro Cardoso de Morais Esteves (Porto, 16 de febrer de 1973), conegut generalment com Luís Montenegro, és un advocat i polític portuguès. És des del 2 d'abril de 2024 el 119è primer ministre de Portugal.

## Biografia
Després de la victòria a les eleccions legislatives de 2011 del Partit Socialdemòcrata de Pedro Passos Coelho, que es va convertir en primer ministre, Montenegro va ser escollit president del grup parlamentari del PSD i portaveu del govern al Parlament. Fou reelegit president del grup parlamentari després de la victòria a les eleccions legislatives de 2015 de les que va ser escollit el socialista António Costa com a primer ministre, fins que va anunciar la seva sortida del Parlament el juny de 2017.

### Lídre del Partit Socialdemòcrata
Després de la derrota del Partit Socialdemòcrata a les eleccions legislatives portugueses de 2021, Rui Rio va renunciar a la presidència del partit i Montenegro fou l'escollit per succeïr-lo el l'1 de juliol de 2022.

### Primer ministre
Després de les eleccions legislatives portugueses de 2024 Luís Montenegro va formar un govern d'Aliança Democrática en minoria. Després de dues mocions de censura fallides contra el seu govern, Montenegro va perdre una moció de censura l'11 de març de 2025, el govern va caure i es van convocar eleccions anticipades per al 18 de maig de 2025, que va tornar a guanyar, però sense obtenir la majoria absoluta, tot i això la coalició va formar govern en minoria.